# Diocese de Teruel e Albarracín
A Diocese de Teruel e Albarracín (em latim: Turolensis Albarracinensis) é uma diocese da Igreja Católica da Espanha, sediada nas cidades de Teruel e Albarracín na província de Teruel, comunidade autónoma de Aragão. Faz parte da Arquidiocese de Saragoça. Foi fundada em 1557 pelo Papa Paulo IV como Diocese de Teruel. Em 2022 contava com uma população católica de 85 180 fiéis, sendo 96,6% da população total, e tinha 77 paróquias.

## História
Em 1557 o Papa Paulo IV funda a Diocese de Teruel através do território da Arquidiocese de Saragoça. Em 1851 a Diocese de Teruel se une com a Diocese de Albarracin formando a Diocese de Teruel (-Albarracín). Em 1955 a diocese perde território para as dioceses de Tortosa, Siguença e Cuenca. Em contrapartida ganha território da Arquidiocese de Saragoça. Em 1975 ganha território da Diocese de Segorbe-Castelló de la Plana. Em 1984 a diocese tem seu nome alterado para Diocese de Teruel e Albarracín.

## Lista de bispos
A seguir uma lista de bispos desde a fundação da diocese em 1577.
|                                | Nome                                         | Período                       | Notas                                                     |
| Bispos de Teruel e Albarracín  | Bispos de Teruel e Albarracín                | Bispos de Teruel e Albarracín | Bispos de Teruel e Albarracín                             |
| ------------------------------ | -------------------------------------------- | ----------------------------- | --------------------------------------------------------- |
| 5º                             | José Antonio Satué Huerto                    | 2021 - 2025                   | Nomeado Bispo de Málaga                                   |
| 4º                             | Antonio Gómez Cantero                        | 2016 - 2021                   | Nomeado bispo coadjutor de Almeria                        |
| 3º                             | Carlos Manuel Escribano Subías               | 2010 - 2016                   | Nomeado bispo coadjutor de Calahorra y La Calzada-Logroño |
| 2º                             | José Manuel Lorca Planes                     | 2004 - 2009                   | Nomeado bispo coadjutor de Cartagena                      |
| 1º                             | Antonio Ángel Algora Hernando                | 1985 - 2003                   | Nomeado bispo coadjutor de Ciudad Real                    |
| Bispos de Teruel (-Albarracín) |                                              |                               |                                                           |
| 13º                            | Damián Iguacén Borau                         | 1974 - 1984                   | Nomeado bispo de Tenerife                                 |
| 12º                            | Juan Ricote Alonso                           | 1968 - 1972                   | Faleceu no cargo                                          |
| 11º                            | León Villuendas Polo, O.F.M.                 | 1944 - 1968                   | Faleceu no cargo                                          |
| 10º                            | Anselmo Polanco y Fontecha, O.S.A.           | 1935 - 1939                   | Faleceu no cargo                                          |
| 9º                             | Juan Antón de la Fuente                      | 1905 - 1934                   |                                                           |
| 8º                             | Juan Gomez y Vidal                           | 1896 - 1905                   | Renunciou                                                 |
| 7º                             | Antonio Estalella y Sivilla                  | 1894 - 1896                   | Faleceu no cargo                                          |
| 6º                             | Maximiliano Fernández del Rincón             | 1891 - 1894                   | Nomeado bispo de Guadix                                   |
| 5º                             | Antonio Ibáñez y Galiano                     | 1880 - 1890                   | Faleceu no cargo                                          |
| 4º                             | Francisco de Paula Moreno y Andreu           | 1876 - 1880                   | Faleceu no cargo                                          |
| 3º                             | Victoriano Guisasola y Rodríguez             | 1874 - 1876                   |                                                           |
| 2º                             | Francisco de Paula Jiménez y Muñoz           | 1861 - 1869                   | Faleceu no cargo                                          |
| 1º                             | Francisco Landeira y Sevilla                 | 1852 - 1861                   | Nomeado bispo de Cartagena                                |
| Bispos de Teruel               |                                              |                               |                                                           |
| 27º                            | Jaime José Soler y Roquer                    | 1850 - 1851                   | Faleceu no cargo                                          |
| 26º                            | Antonio Lao y Cuevas                         | 1847 - 1850                   | Nomeado bispo de Guadix                                   |
| 25º                            | José Asensio Ocón y Toledo                   | 1832 - 1833                   | Faleceu no cargo                                          |
| 24º                            | Diego Martínez Carlón y Teruel               | 1827 - 1832                   | Nomeado bispo de Jaén                                     |
| 23º                            | Jacinto Rodríguez Rico                       | 1825 - 1827                   | Nomeado bispo de Cuenca                                   |
| 22º                            | Felipe Montoya Díez                          | 1815 - 1825                   | Faleceu no cargo                                          |
| 21º                            | Blas Joaquín Álvarez de Palma                | 1802 - 1814                   | Nomeado arcebispo de Granada                              |
| 20º                            | Francisco Javier de Lizana y Beaumont        | 1800 - 1802                   | Nomeado arcebispo da Cidade do México                     |
| 19º                            | Félix Rico Rico                              | 1795 - 1799                   | Faleceu no cargo                                          |
| 18º                            | Roque Martín Merino                          | 1780 - 1794                   | Faleceu no cargo                                          |
| 17º                            | Francisco José Rodríguez Chico               | 1757 - 1780                   | Faleceu no cargo                                          |
| 16º                            | Francisco Javier Pérez Baroja y Muro         | 1755 - 1757                   | Faleceu no cargo                                          |
| 15º                            | Francisco Pérez Prado y Cuesta               | 1732 - 1755                   | Faleceu no cargo                                          |
| 14º                            | Pedro Felipe Analo Miranda                   | 1720 - 1731                   | Faleceu no cargo                                          |
| 13º                            | Lamberto Manuel López                        | 1701 - 1717                   | Faleceu no cargo                                          |
| 12º                            | Jerónimo Zolivera                            | 1683 - 1700                   | Faleceu no cargo                                          |
| 11º                            | Andrés Aznar y Naves, O.S.A.                 | 1674 - 1682                   | Faleceu no cargo                                          |
| 10º                            | Diego Antonio Francés de Urrutigoyti y Lerma | 1673 - 1673                   | Nomeado bispo de Taraçona                                 |
| 9º                             | Diego Chueca                                 | 1647 - 1672                   | Faleceu no cargo                                          |
| 8º                             | Domingo Abad Huerta                          | 1644 - 1647                   | Faleceu no cargo                                          |
| 7º                             | Juan Cebrián Pedro, O.de M.                  | 1635 - 1644                   | Nomeado arcebispo de Saragoça                             |
| 6º                             | Pedro Apaolaza Ramírez, O.S.B.               | 1633 - 1635                   | Nomeado arcebispo de Saragoça                             |
| 5º                             | Fernando Valdés Llano                        | 1625 - 1633                   | Nomeado arcebispo de Granada                              |
| 4º                             | Tomás Cortés de Sangüesa                     | 1614 - 1624                   | Faleceu no cargo                                          |
| 3º                             | Martín Terrer Valenzuela, O.S.A.             | 1596 - 1614                   | Nomeado bispo de Taraçona                                 |
| 2º                             | Jaime Ximeno Lobera                          | 1580 - 1594                   | Faleceu no cargo                                          |
| 1º                             | Andrés Santos Quintana                       | 1577 - 1578                   | Nomeado arcebispo de Saragoça                             |